# Netilmicină
Netilmicina este un antibiotic din clasa aminoglicozidelor, fiind un analog de gentamicină și derivat de sisomicină.
Molecula a fost patentată în anul 1973 și a fost aprobată pentru uz medical în anul 1981.